# 神風動畫
有限公司神風動畫（日语：有限会社神風動画）是一家位於日本東京都澀谷區，專門從事動畫、CG之設計與製作為主的日本動畫工作室。

## 概要、沿革

### 成立過程
1998年，由水崎淳平在京都從個人工作室起家。之後法人化。公司社訓是「妥協等於死亡」。
自成立以來，神風動畫在動畫業界透過充分展現獨有的研究技術、提案，追求傳統動畫嶄新的可能性並融入電腦圖學，創造出前所未有新的動畫影片，提供使用在音樂PV、作品內容的片頭動畫、片尾動畫、電視廣告和網路宣傳影片等。不僅如此，神風動畫也有生產自家原創動畫。
創立人水崎曾是STUDIO 4℃所屬。另外，以前參加OVA動畫《FREEDOM》製作的YAMATOWORKS所屬的森田修平、棧敷大祐都來自神風動畫。

### 作品特徵
神風動畫的特徵是在製作過程當中並非使用傳統的卡通渲染，而是透過獨有的技術融入了多樣化的擬真2D繪製風格。在3DCG方面充分展現出快感般攝影技巧和精致細膩的色光處理、引人注目又意想不到的靈活動作為創作標準。還包含了下列的作品繪製之特色。
- 自然物景的清新透明感之表現（太陽光、雨、天空等）。
- 精致細膩的色彩設計、光彩和陰影處理為基本的繪製需求。
- 機械類與科幻類場景的細節高密度之設計。
- 真實性的原創角色、滑稽性的演技表現。

## 作品列表

### 原創
- ioCI（1999年）
- （1999年）
- （2005年～）
- The Last Piece系列
  - 第1彈『木島恭介篇』（2009年）
  - 第2彈『花澤悅子篇』（2009年）
  - 第3彈『芝野友美篇』（2010年）
- （2009年～）
- Internet Explorer9專用WEB content「SVG女子」（2011年）
- facebook Appli版「New INSIGHT」（2011年）
- 油面奇譚（2013年）

### 遊戲
- 龍息之焰V（日语：ブレス オブ ファイアV ドラゴンクォーター）（OP、ED，2002年）
- 洛克人X7（2003年）
- 洛克人X 指令任務（OP、ED，2004年）
- Stella Deus／星空夜語（日语：ステラデウス）（OP、插入影片，2004年）
- 洛克人X8（OP、ED，2005年）
- 勇者鬥惡龍 少年楊格斯與不思議的迷宮（OP、插入影片，2006年）
- 惡魔城 迷宮迴廊（OP，2006年）
- 劍舞者～千年之約定～（OP，2006年）
- 願望之屋 天使的記憶（動畫作畫，2007年）
- Final Fantasy 獅子戰爭（OP、ED、插入影片，2007年）
- 末世巡禮 ～再見了月之廢墟～（動畫影片，2009年）－與A-1 Pictures、anima兩家企業共同製作。
- 女神異聞錄（PSP版OP、插入影片，2009年）
- 勇者鬥惡龍IX 星空的守護者（OP、插入動畫影片，2009年）
- 最後之窗 真夜中的約束（動畫作畫，2010年）
- 勇者鬥惡龍 勝利的怪獸戰鬥之路（日语：ドラゴンクエスト モンスターバトルロードビクトリー）（OP、升級時的3D動畫影片，2010年）
- 皇家騎士團2：命運之輪（日语：タクティクスオウガ）（海外版PV，2011年）
- 勇者鬥惡龍25週年紀念 FC遊戲機&超級任天堂 勇者鬥惡龍I·II·III（OP影片，2011年）
- LORD of APOCALYPSE（日语：ロード オブ アポカリプス）（OP、插入影片，2012年）
- 火焰之纹章 覺醒（OP、插入影片，2012年）
- 幻想生活（OP、插入影片，2012年）
- 問答RPG 魔法使與黑貓維茲（OP，2013年）
- 超速變形螺旋傑特 阿爾巴洛斯之翼（日语：超速変形ジャイロゼッター アルバロスの翼）（OP、插入影片，2013年）
- 蒼之三國志（OP，2013年）
- 勇者鬥惡龍 怪獸列隊（日语：ドラゴンクエスト モンスターパレード）（PV，2013年）
- 短暂和平 月極蘭子最長的一天（OP、插入影片，2014年）
- SOUL SACRIFICE DELTA（PV、2014年）
- 白貓Project（PV，2014年）
- 數碼寶貝物語 網路偵探（OP、插入影片，2015年）
- GODGAMES（PV，2015年）
- 星之勇者鬥惡龍（日语：星のドラゴンクエスト）（OP，2015年）

### 電視節目
- NHK特別節目『火星是我們的星球』（2002年）
- ANIMAX「鋼彈週 ID」（預告動畫，2012年）
- BLOODY TUBE（動畫，2013年）
- NHK『大家的歌（日语：みんなのうた）』「圖書館火箭（日语：図書館ロケット）」MV（2013年）
- 每日放送『彼岸島』OP（2013年）
- NHK教育台Let's天才兒童MAX OP（2014年）
- NHK World TV「imagine-nation」動畫標題（2015年）
- NHK教育角色CG（2016年）

### 電視動畫
- JoJo的奇妙冒險 第1~3部及第6部OP動畫（總承包商：david production，2012年）
- 科學小飛俠Crowds OP動畫（總承包商：龍之子製作公司，2013年）
- 超級索尼子 -SUPER SONICO THE ANIMATION- ED動畫（總承包商：WHITE FOX，2014年）
- 火星異種 ED動畫（總承包商：LIDENFILMS）
- 科學小飛俠Crowds Insight OP動畫（總承包商：龍之子製作公司，2015年）
- T寶的悲慘日常 夢幻篇 OP動畫（總承包商：SANZIGEN，2015年）
- 刀劍亂舞 -花丸- ED動畫（總承包商：動畫工房，2016年）
- IDOLiSH7 OP動畫（總承包商：TROYCA，2018年）
- POP TEAM EPIC 電視動畫（2018年）[注 1]
- 辣妹與恐龍（共同製作：Space Neko Company，2020年）[4]

### 電影
- 『進擊的巨人 ATTACK ON TITAN』OP動畫（2015年）

### 動畫電影
- 『ZOO』「向陽之詩」（2005年）
- 甲蟲王者 超級對戰影片 ～闇黑改造甲蟲～（總承包商：TMS Entertainment，2007年）
- 『TOKYO ONLYPIC 2008（日语：東京オンリーピック）』（2008年）
- COCOLORS（2017年）
- 忍者蝙蝠俠（2018年）
- 忍者蝙蝠俠VS極道聯盟（待定）

### OVA
- No.5 吾（日语：ナンバーファイブ 吾）（2003年）[注 2]
- FREEDOM（OP、ED，2006年）

### 網路動畫
- TOKYO SMART DRIVER（日语：東京スマートドライバー）『HOME-PAT MOVIE』（2015年）
- 『日本動畫人展覽會』 『月影』(2015年）

### 廣告
- AXEBUSTERS（Axe網路線上PV，2007年）
- DAIWA（日语：グローブライド）企業創立50週年紀念電視廣告（2008年－2009年）
- MIZUNO FOOTBALL－美津濃網路線上PV（2009年）
- 掌上型遊戲機「UTOPIA」電視廣告（2011年）
- 集英社「Ultra Jump」電視廣告（2012年、2015年）
- Terra Formars ~火星任務~ 電視動畫廣告（2012年）
- JRA「The LEGEND」（2013年）
- 夏普 AQUOS PHONE Xx 203SH（日语：SoftBank 203SH） 電視廣告（2013年）
- 久保田「命目線編」電視廣告（2014年）
- 集英社「少年Jump+」（2015年）
- 亞庫艾里翁×神風動畫 合體廣告（2015年）

### PV
- 『東京喰種』PV（2013年）
- 『ULTRAMAN』PV（2013年）
- 『wallman』PV（2013年）
- 未來光子播磨櫻花（日语：SACLA）的PV（2013年）
- 『HOME-PATO THE MOVIE』（2015年）
- IDOLiSH7「RESTART POiNTER」MV（2016年）

### 音樂
- arlie（日语：arlie）「Hero」的歌曲PV（2003年）
- Mr.Children「Mr.Children Tour 2004 至福之音」巡迴影像（2004年）
- HIFANA（日语：HIFANA）「WAMONO ～和～」PV（2005年）
- GAKU-MC／Mr.Children成員櫻井和壽PV（2006年）
- Remioromen「TOUR 2008"Wonderful & Beautiful"」（OP演出、影像製作，2008年）
- B'z『B'z LIVE-GYM Hidden Pleasure ～Typhoon No.20～』的插入影片（2008年）
- 安室奈美惠「Dr.」PV（2009年）
- 放浪兄弟PV（2009年）
- 安室奈美惠「Defend Love」PV（2009年）
- Mr.Children「Mr.Children DOME TOUR 2009 ～SUPERMARKET FANTASY～」巡迴影片（2009年）
- Base Ball Bear「十字架You and I（日语：CYPRESS GIRLS）」PV（2010年）
- Mr.Children「Mr.Children Tour 2011 "SENSE"」（2011年）
- 放浪兄弟「BOW & ARROWS」PV（2012年）
- 倖田來未「Go to the top」PV（2012年）
- 放浪兄弟「EXILE LIVE TOUR 2013 "EXILE PRIDE"」影像演出（2013年）
- 布袋寅泰倫敦公演「BATTLE WITHOUT HONOR OR HUMANITY」Screen演出（2013年）
- 上坂菫「革命百老匯主義者同盟（日语：革命的ブロードウェイ主義者同盟）」MV（2014年）
- Sound Horizon「よだかの星（日语：ヴァニシング・スターライト）」PV（2014年）
- MARTER「森之言葉」（2014年）
- GENERATIONS from EXILE TRIBE「Sing it Loud」（2015年）

## 腳註

## 外部連結
- 神風動畫公式官網 （日語）
- AMANATSU公式官網 （日語）
- The Last Piece公式官網 （日語）
- COCOLORS公式官網 （页面存档备份，存于） （日語）
- 「神風動畫」專訪 創辦人水崎淳平揭露 15 年來的軌跡與動畫製作的方針 （页面存档备份，存于） （日語）